# جيم كريتون (كرة سلة)
جيم كريتون (بالإنجليزية: Jim Creighton)‏ مواليد 18 أبريل 1950 في بيلينغز، هو لاعب كرة سلة أمريكي معتزل. بدأ مسيرته الاحترافية في سنة 1975. تم اختياره من قبل فريق سياتل سوبرسونيكس خلال الدرافت. لعب مع أتلانتا هوكس في الرابطة الوطنية لكرة السلة. يبلغ طوله 6 قدم 8 بوصة (2.0 م). اعتزل اللعب في 1976.

## روابط خارجية
- جيم كريتون على موقع إن بي أي (الإنجليزية)
- جيم كريتون على موقع سبورتس رفرنس (الإنجليزية)
- جيم كريتون على موقع كلية كرة السلة في سبورتس رفرنس.كوم (الإنجليزية)
- جيم كريتون على موقع ريلجم (الإنجليزية)
- جيم كريتون على موقع بروبوليرز (الإنجليزية)